# Luna 2
Luna 2 (ryska: Луна-2) var en sovjetisk rymdfarkost som kraschlandade på månens yta 13 september 1959. Detta var den första "landningen" av ett konstgjort rymdskepp på en annan himlakropp. 
Luna 2 var en 387 kg tung rymdfarkost och hade en liknande uppbyggnad som Luna 1.

## Bakgrund
Det första uppdraget inom Lunaprogrammet var en obemannad farkost som exploderade vid uppskjutningen i september 1958. Luna-uppdrag som inte lyckades nå en bana runt månen fick inga officiella namn och uppdragen bekräftades inte i media.
Det var vid det fjärde försöket som uppskjutningen äntligen lyckades. Det var Luna 1, som sköts upp den 2 januari 1959 och skulle kraschlanda på månen. Ett tekniskt fel gjorde att raketens bränntid blev felaktig och rymdfarkosten missade målet. Den delvisa framgången följdes av en ny misslyckad uppskjutning med Luna 1959A den 18 juni 1959. Luna 2 skulle därmed bli Sovjetunionens sjätte försök att skjuta prick på månen.
Luna 1 och tre av farkosterna innan var del i E1-serien. Luna 2 var den andra farkosten som var del i den nya, förbättrade E1A-serien. I övrigt var Luna 2 snarlik Luna 1, med en sfärisk design och utskjutande antenner och instrumentering. Luna 2 var liksom Luna 1 utrustad med scintillationsräknare, Geigermätare, magnetometer, mätintrument Tjerenkovstrålning och detektion av mikrometeoriter. Luna 2 hade ingen egen framdrivning.

## Flygningen
Den 12 september 1959 klockan 12.36(svensk tid) sköts farkosten upp från Bajkonurkosmodromen i Kazakstan. Klockan 19.39 samma dag då den befann sig 150 000 km från jorden släppte raketen ut natriumånga som bildade ett lysande moln. Detta för att kunna göra en noggrann bestämning av banan och kunna vidta eventuella kurskorrigeringar. Radiosignalerna från Luna 2 upphörde plötsligt klockan 22.02 den 13 september, 33,5 timmar efter uppskjutningen och markerade därmed att den slagit ner på månens yta. Nedslagshastigheten beräknas till 3 km/sek. Den kraschade på månens yta ost om Mare Serenitatis nära månkratrarna Aristides, Archimedes och Autolycus, med månkoordinaterna 0o longitud och 29,1o N latitud. Cirka 30 minuter senare kraschade också det tredje raketsteget på månen, med en okänd nedslagsplats.
Rymdsonden bekräftade att månen har ett obetydligt magnetfält och fann inga bevis för strålningsfält på månen.